# Casimir Martí Martí
Casimir Martí Martí (Villanueva y Geltrú,  27 de diciembre de 1926-21 de noviembre de 2021) fue un sacerdote e historiador español. Primer director del Archivo Nacional de Cataluña.

## Biografía
Nacido en la localidad barcelonesa de Villanueva y Geltrú, fue ordenado sacerdote en el Congreso Eucarístico Internacional de Barcelona. Se doctoró en Teología en la Universidad de Salamanca y en Ciencias sociales en la  Pontificia Universidad Gregoriana de Roma. Desde 1963 colaboró habitualmente en El Correo Catalán, Cuadernos de Pastoral, en la revista Serra d'Or, Cuestiones de Vida Cristiana, Iglesia Viva y Pastoral Misionera.
Fue profesor en la Facultad de Teología de Cataluña y en el Instituto Católico de Estudios Sociales, se especializó en movimiento obrero y en la historia religiosa de los siglos XIX y XX. Fue director del Archivo Nacional de Cataluña (1980-1991). En 1992 recibió la Cruz de Sant Jordi. En 1994 fundó y dirigió la revista El Pregó.